# سوسک حمام ژاپنی
سوسک حمام ژاپنی (نام علمی: Periplaneta japonica) نام یک گونه از سرده پرسه‌زنان است.